# Eidelstedter Mühle
Die Eidelstedter Mühle war eine Wassermühle und zeitweise zusätzlich eine Windmühle in Hamburg-Eidelstedt an der Mühlenau. Sie befanden sich nahe der Reichsbahnstraße etwa auf Höhe der Straße Möhlenort. Die Anschrift des Hauptgebäudes lautete Möhlenort 6, die Windmühle lag jedoch näher zur Reichsbahnstraße.

## Geschichte
Die Mühle, ursprünglich eine Wassermühle, wird erstmals ums Jahr 1350 im Liber copiarus capituli, in dem die Einkünfte und Besitzungen des Hamburger Domkapitels verzeichnet sind, erwähnt. Sie gehörte den Grafen von Holstein und Stormarn aus dem Hause Schauenburg. 1640 wurden die Könige von Dänemark Besitzer und verpachten die Mühlenrechte an den Meistbietenden in Zeitpacht. Ende des 17. Jahrhunderts wurde die Zeitpacht in eine Erbpacht umgewandelt.

Alte Eidelstedter Wassermühle

Die Mühle war eine Zwangsmühle für die Einwohner von Eidelstedt, Stellingen, Lokstedt, Niendorf, Schnelsen, Hummelsbüttel, Ottensen, Bahrenfeld, Othmarschen, Großflottbek, Osdorf, Schenefeld, Övelgönne, Langenfelde und Lurup.
Im Jahr 1707 wurde eine Windmühle zum Mahlen von Roggen hinzugebaut. 1820 wurde eine zweite Windmühle gebaut, die 1825 durch einen Blitzschlag zerstört wurde. An gleicher Stelle wurde daraufhin eine weitere Mühle gebaut.

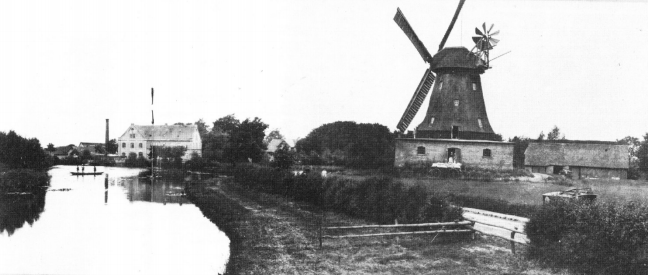
Windmühle am Mühlenteich um 1910

Der Mühlenzwang wurde im Jahr 1854 aufgehoben. Zu dieser Zeit hatte die Mühle 7152 Zwangsmahlgäste. 1859 erhielt die Mühle neue Maschinen und Turbinen, zudem wurde ein Mühlenwohnhaus gebaut.
Die Mühle wurde 1860 von den Erben des ehemaligen Besitzers an Johann Heinrich August Pünjer verkauft. Sie erhielt im Jahr 1863 wegen Wassermangel eine Dampfmaschine und 1866 den vierten Mahlgang.
Die Eidelstedter Mühle fiel alsbald im öffentlichen Verkauf an einen ehemaligen Erben zurück, bis sie am 30. November 1874 von Friedrich Carl Johann Ludwig Lampé erworben wurde. Das noch bestehende Erbpachtverhältnis wurde seitens der Regierung am 2. Februar 1880 aufgehoben.
Im Jahr 1900 wurde die Wassermühle stillgelegt. 1911 brannte die Scheune an der Windmühle durch Brandstiftung ab. 1914 bekam die Wassermühle einen massiven Erweiterungsbau und einen großen Dieselmotor für das Mahlwerk.

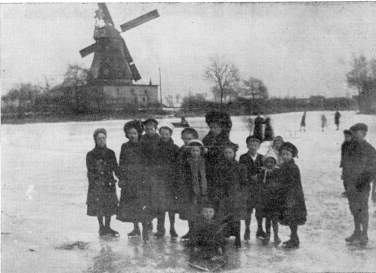
Zugefrorener Mühlenteich mit Schlittschuh laufenden Kindern

1936 brach bei vollem Betrieb ein Flügel der Windmühle und zerschlug das Flügelwerk. Beim Wiederaufbau wurde das Flügelwerk mit Bilauschen Vertikanten modernisiert. 1940 brachen bei starkem Sturm die Welle, der Wellenkopf, das Bruststück, und die neuen Flügel stürzten ab. Das nötige Holz für neue Flügel konnte nicht beschafft werden. Ein flaches Dach dichtete den Turm ab, und ein elektrischer Motor trieb den Mahlgang. 1943 wurde das Hauptgebäude Möhlenort 6 durch Phosphorbomben zerstört. Auch die Mühle fing durch diese Feuer, konnte jedoch gelöscht werden.

Eidelstedter Mühle 1930

Inzwischen ist Eidelstedt ein Stadtteil Hamburgs geworden. Der Mühlenturm mit dem flachen Dach stand 1984 noch am Möhlenort, aber er war in den damaligen Bebauungsplänen schon nicht mehr eingezeichnet. In ihm befand sich noch für einige Zeit das Lager der Spedition Rieck. Die stark beschädigte Mühle ohne Flügel wurde schließlich 2004 abgerissen.
Auf einer Karte aus dem 19. Jahrhundert ist noch der Mühlenteich erkennbar.

## Standorte
- Wassermühle: 53,60061° N, 9,90368° O
- Windmühle: 53,59994° N, 9,90535° O